# San Pablo de Borbur (ort)
San Pablo de Borbur är en ort i Colombia.   Den ligger i departementet Boyacá, i den centrala delen av landet, 120 km norr om huvudstaden Bogotá. San Pablo de Borbur ligger 560 meter över havet och antalet invånare är 1 519.
Terrängen runt San Pablo de Borbur är kuperad åt sydost, men åt nordväst är den bergig. San Pablo de Borbur ligger nere i en dal. Runt San Pablo de Borbur är det ganska glesbefolkat, med 39 invånare per kvadratkilometer. Närmaste större samhälle är Muzo, 14,8 km söder om San Pablo de Borbur. I omgivningarna runt San Pablo de Borbur växer i huvudsak städsegrön lövskog.